# Girafe (constellation)
Camelopardalis
Pour les articles homonymes, voir Girafe (homonymie).
La Girafe est une constellation assez étendue mais peu lumineuse de l'hémisphère nord.

## Histoire
Cette grande région qui s'étend entre l'étoile polaire et la constellation du Cocher est dépourvue d'étoile significative, ce qui peut expliquer que, bien qu'elle soit visible toute l'année depuis l'hémisphère nord, elle n'ait été répertoriée pour la première fois qu'en 1624 par le mathématicien allemand Jakob Bartsch, gendre de Johannes Kepler, même si elle a probablement été inventée préalablement par l'astronome et cartographe néerlandais Petrus Plancius.
Le nom de la constellation est directement lié à sa forme : longue et effilée, comme un cou de girafe.

## Observation des étoiles

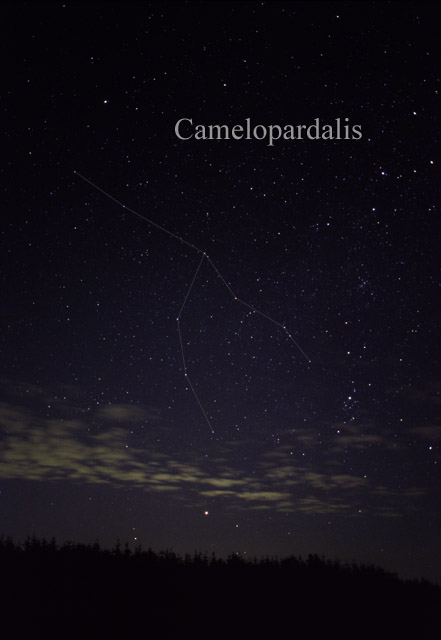
Constellation de la Girafe.

La position de la constellation est en un sens facile à repérer: c'est une zone où il n'y a rien à voir. La Girafe est en effet située en bordure de la voie lactée, au nord-est de trois constellations très riches et facilement repérables : Cassiopée, Céphée et le Cocher. On reconnaît au sommet de l'image α Ursae Minoris, l'étoile polaire, qui marque le début de la Petite Ourse.
La Girafe est centrée sur l'axe Capella - α Ursae Minoris, à l'intersection de cet axe et du prolongement de la branche Est de Cassiopée. Ce point d'intersection est situé au centre d'un grand demi-cercle qui passe par α Ursae Minoris, Ruchbah (δ Cas), Mirphak (α Per) et Capella. Ce cercle désertique ne contient que de faibles étoiles, dont les plus brillantes sont inférieures à mag 4, et demandent de bonnes conditions de visibilité pour être discernables.
Les constellations périphériques fournissent de bons alignements permettant de repérer les étoiles de la Girafe, mais ce repérage est sans intérêt : la forme de la constellation est quelconque, et les étoiles qui la constituent sont à peine visibles.
Pour l'anecdote, on peut relever que l'étoile faible située à une quinzaine de degrés de α Ursae Minoris, en haut à gauche de l'image, marque la limite extrême de la constellation du Dragon. Pour des raisons obscures, la constellation de la Girafe passe sa « tête » entre le Dragon et la Petite Ourse et se poursuit sur une vingtaine de degrés en direction des deux gardiennes de la Petite Ourse, mais cette protubérance ne contient rien de significatif.

## Étoiles principales

### βCamelopardalis
Aucune étoile de la Girafe ne porte de nom propre et seulement trois possèdent une dénomination avec une lettre grecque. L'étoile la plus brillante, β Camelopardalis, n'a qu'une magnitude apparente de 4,03 mais n'est très peu lumineuse que parce qu'elle est très éloignée du système solaire : à une distance estimée de 1 000 années-lumière, sa magnitude absolue est d'environ -3,40.
β Camelopardalis est une supergéante blanche, 7 fois plus massive que le Soleil et 32 fois plus large que celui-ci.
C'est également une étoile double, et même triple : à plus de 25 000 ua de la principale orbite - en un million d'années - un couple de deux autres étoiles.

### αCamelopardalis
α Camelopardalis, malgré son nom, n'est pas l'étoile la plus brillante de la constellation de la Girafe, ni même la deuxième. Avec une magnitude apparente de seulement 4,26, elle est la troisième de la constellation. En fait, si cette étoile nous semble si peu lumineuse, c'est qu'elle est très loin du système solaire. Les mesures du satellite Hipparcos la donnent éloignée de 6 940 années-lumière, mais à cette distance, les mesures de parallaxe sont tellement entachées d'erreur qu'elle pourrait être située à 3 200 années-lumière de nous.
α Camelopardalis est une supergéante bleue-blanche, au moins 25 fois plus massive que le Soleil et qui, mise à sa place, s'étendrait au-delà de l'orbite terrestre. Elle perd actuellement de la masse en continu par un effet de vent stellaire important et finira sa vie en supernova.

### Autres étoiles
L'étoile AC+79 3888 recevra dans quelque 40 millénaires la visite[évasif] de Voyager 1.

## Objets célestes
La constellation de la Girafe renferme l'amas ouvert NGC 1502, observable avec une paire de jumelles. Elle renferme également la cascade de Kemble, un astérisme constitué d'un alignement d'une vingtaine d'étoiles comprises entre la cinquième et la dixième magnitude, et qui se termine à proximité de NGC 1502.
On y trouve également quelques galaxies, notamment les galaxies spirales NGC 2403 et IC 342, cette dernière étant surnommée la « Galaxie cachée » (The Hidden Galaxy) du fait que sa luminosité est obscurcie par les nuages de gaz et de poussière de la Voie lactée.

### Pluie météorique radiante
Plusieurs études prévoient que la comète 209P/LINEAR va causer une nouvelle pluie annuelle importante de météorites, en provenance de la constellation de la Girafe, dans la nuit du 23/24 mai à partir de 2014. Il y aurait 100 à 400 météores par heure.